# Barry Melbourne Hussey
Barry Melbourne Hussey (f. 24 de diciembre de 2004) fue un oficial naval argentino. Después de servir como piloto naval, fue designado para la administración civil argentina después de Operación Rosario, la invasión de las Islas Malvinas en 1982, con responsabilidad en materia de educación, salud pública y servicios sociales. Permaneció en Puerto Argentino/Stanley durante la consiguiente Guerra de las Malvinas y jugó un papel clave al conectar a los oficiales británicos con el comandante argentino Mario Benjamín Menéndez para discutir la rendición de las tropas argentinas en las islas. Después de la guerra sirvió como agregado naval en los EE. UU. y como subjefe del Estado Mayor Conjunto. En 1989, fue llamado a salir de su retiro para dirigir el Consejo de Seguridad Nacional (Cosena) establecido por el presidente argentino Raúl Alfonsín.

## Primeros años
Hussey tenía ascendencia inglesa e irlandesa. Era hermano de Joy Hussey, madre de la actriz ganadora del Globo de Oro, Olivia Hussey. Cuando el historiador Martin Middlebrook le preguntó cuánta sangre inglesa tenía, respondió: «no mucha, tanta como la sangre alemana que tenía Eisenhower».
Se unió a la Armada Argentina y se convirtió en piloto. Hablaba inglés fluido y llegó a ser conocido entre sus camaradas como El Inglés. En 1951 jugó al rugby para la Armada en competencias interservicios y en la temporada 1956/57 jugó para el equipo porteño Pingüinos. En 1974 figuraba como director de una empresa de seguridad en Quilmes y en esa época era gerente de una oficina de la aerolínea LADE. El 15 de septiembre de 1976 sufrió un accidente mientras pilotaba un avión Lockheed P-2 Neptune y recibió una sanción judicial formal el 4 de octubre.

## Guerra de las Malvinas
Argentina invadió la dependencia británica de las Islas Malvinas el 2 de abril de 1982. Hussey, capitán de navío, fue designado para el equipo de Carlos Bloomer-Reeve, secretario general de la administración civil, con responsabilidad en educación, salud pública y servicios sociales. Hussey no tenía ninguna conexión con las Malvinas ni experiencia en administración civil, pero le dijeron que lo habían elegido para el puesto debido a su conocimiento del idioma y las costumbres inglesas. Llegó a la capital, Puerto Argentino/Stanley, el 4 de abril y estableció su cuartel general en el antiguo edificio del Secretariado Británico.
Un grupo de trabajo británico fue enviado para recuperar las islas durante la Guerra de las Malvinas. Durante la guerra, Hussey permitió que los escolares alojados en Puerto Argentino/Stanley se comunicaran con sus padres al otro lado de las islas por radio, a pesar de las preocupaciones de seguridad. Las fuerzas británicas desembarcaron en San Carlos a finales de mayo y avanzaron rápido hacia Puerto Argentino/Stanley. Durante ese tiempo, Hussey recordó haber soportado los bombardeos colocando una manta sobre su ventana y leyendo a la luz de las antorchas.
A medida que los británicos se acercaban, transmitieron llamamientos por radio instando a los argentinos a rendirse para evitar combates en la ciudad, que todavía estaba ocupada por civiles. Las transmisiones se realizaron en una frecuencia británica que a los argentinos se les había ordenado no escuchar, pero fueron escuchadas por la médica británica Alison Bleaney en el hospital. Ella conocía a Hussey por sus responsabilidades médicas y le contó de las transmisiones. Hussey le dio permiso para responder, pero no para indicar que estaba escuchando, y le dijeron que ésta era la última oportunidad para rendirse. Consultó con Bloomer-Reeve y luego recibió permiso de Mario Benjamín Menéndez, el comandante argentino en las islas, para organizar una reunión que condujo a la rendición de las tropas argentinas en las islas y al fin de la guerra el 14 de junio. Mientras era prisionero de guerra y esperaba la repatriación, Hussey leyó libros de Shakespeare que las tropas británicas habían traído.

## Últimos años y muerte
En 1986, Hussey era contralmirante y se desempeñaba como agregado naval en la embajada argentina en Estados Unidos. Tenía su base en Bethesda (Maryland), acompañado por su esposa, Julia S. En 1987 fue designado subjefe del Estado Mayor Conjunto de las Fuerzas Armadas Argentinas. El 1 de junio de 1988, fue nombrado oficial de la Orden del Mérito Argentino. Ese año autorizó el restablecimiento de un equipo de rugby en la academia naval. Se retiró, pero regresó en 1989, como vicealmirante, para encabezar el Consejo de Seguridad Nacional (Cosena) establecido por el presidente argentino Raúl Alfonsín.Fue presidente de High Level S. A., hasta que se disolvió el 3 de octubre de 1997. Murió el 24 de diciembre de 2004.